# Пецце, Алессандро
Алессандро Пецце (итал. Alessandro Pezze; 11 августа 1835 года — 27 мая 1914 года) — итальянский виолончелист, работавший в Великобритании.
Окончил Миланскую консерваторию, ученик Винченцо Мериги. Играл в оркестре Ла Скала. В 1857 г. по инициативе импресарио Бенджамина Ламли был приглашён в Лондон в оркестр Театра Её Величества, в котором и играл до 1867 г., когда театр был уничтожен пожаром и временно перестал существовать. Затем в 1870—1873 гг. Пецце был первой виолончелью в оркестре театра Ковент-Гарден, выйдя в отставку с этого поста в связи с назначением профессором виолончели в Королевскую академию музыки, на место Альфредо Пиатти. В то же время он продолжал выступать как ансамблевый музыкант — в частности, в ходе лондонских гастролей Анны Есиповой в 1875 году фортепианный квартет Иоганнеса Брамса был исполнен ею с участием Вильмы Неруда, Джона Баптиста Цербини и Алессандро Пецце. Частый дуэт Пецце образовывал с пианистом Генри Коллингсом Диконом. Среди учеников Пецце — Лео Стерн.